# Darren Mew
Darren Mew (* 12. Dezember 1979 in Newport) ist ein britischer Schwimmer. Er errang zwei Bronzemedaillen bei den Kurzbahnweltmeisterschaften, vier Medaillen bei den Commonwealth Games (davon zweimal Silber und zweimal Bronze), sechs Bronzemedaillen bei den Kurzbahneuropameisterschaften sowie eine Bronzemedaille bei der Sommeruniversiade 2007.
Im April 2004 stellte Mew die viertschnellste Zeit über 100 m Brust in der Weltgeschichte auf. Von 1997 an war er in den folgenden zehn Jahren sowohl im Kurz- als auch im Langstrecken-Brustschwimmen unter den Top Ten der Weltrangliste vertreten.

## Karriere
Mew begann im West Wight Swimming Club mit seiner Schwimmkarriere. Im Alter von 17 Jahren wechselte er zum High Performance Center, das damals an der University of Bath angesiedelt war. Mew nahm an drei aufeinanderfolgenden Jugend-Europameisterschaften teil, nämlich 1995 in Genf, 1996 in Kopenhagen sowie 1997 in Glasgow. Dabei gewann er insgesamt drei Medaillen. In dieser Zeit brach er auch die britischen Juniorenrekorde über 50, 100 und 200 m Brust auf der Langbahn sowie über 50 und 100 m Brust auf der Kurzbahn.
Sechs Monate nach seinen letzten Jugend-Europameisterschaften gab er sein Debüt bei den Weltmeisterschaften 1998 in Perth. Im selben Jahr holte er zwei Medaillen bei den Commonwealth Games 1998, darunter eine Bronzemedaille im 100-m-Brustschwimmen.
Darren Mew trainierte im ₧, einem Sommerschwimmcamp, das von Gary Hall Jr. und seinem Vater Gary Hall Sr. gegründet wurde. Es diente als Trainingsgruppe für Profischwimmer aus aller Welt, um sich auf die Olympischen Spiele 2000 vorzubereiten. (Anm.: Um im Race Club trainieren zu können, muss man entweder in den letzten drei Kalenderjahren zu den zwanzig besten Schwimmern der Welt oder im letzten Jahr zu den drei besten Schwimmern seines Landes gezählt haben).
Der Brite vertrat sein Land zweimal bei Olympia, nämlich bei der 4 × 100-m-Lagenstaffel bei den Olympischen Spielen 2000 sowie beim 100-m-Brustschwimmen bei den Olympischen Spielen 2004. Drei Monate vor den Olympischen Spielen in Athen riss Mew die Ummantelung, die den Nervus ulnaris in seinem linken Ellbogen an Ort und Stelle hält, was dazu führte, dass er nur eine begrenzte Kraft in seinem linken Arm hatte; dies wurde kurz nach seiner Teilnahme an den Spielen operiert.
Bei den nationalen britischen ASA-Meisterschaften gewann er fünfmal den Titel über 50 m Brust (1998, 2000, 2002, 2003, 2006) und sechsmal den Titel über 100 m Brust (1998, 2000, 2001, 2004, 2005, 2006).
Seit April 2022 ist er Cheftrainer und Gründer von „Seven Mile Swimmers“ (SMS), einem Club auf den Cayman-Inseln.

## Wohltätigkeitsarbeit
Im Jahr 2000 richtete Mew mit einem Bonus eines Sponsors den „Darren Mew Trust Fund“ ein, um Sportvereine und -mannschaften auf der Isle of Wight zu unterstützen. Der Fonds half bei der Unterstützung von Vereinen und Mannschaften durch die Übernahme von Reisekosten und den Kauf neuer Ausrüstung.
2009 war Mew Teil des „Champions-Projekts“ der Fotografen Anderson & Low, mit dem Spenden für die Elton John AIDS Foundation (EJAF) gesammelt wurden. Im Rahmen des Projekts wurden berühmte Sportler wie Thierry Henry, Mark Foster, Billie Jean King und Venus Williams nackt fotografiert. Diese Bilder wurden in einem Buch mit dem Titel Champions veröffentlicht und in der National Portrait Gallery in London ausgestellt.